# Kölykök a 402-es tanteremből
A Kölykök a 402-es tanteremből (eredeti címén The Kids from Room 402) amerikai-kanadai televíziós rajzfilmsorozat, amely 1999-ben készült. Magyarországon a Fox Kids csatorna, majd a  Jetix csatorna adta.

## A sorozat
A rajzfilm 1999-ben készült, Betty Paraskevas és Michael Paraskevas könyve alapján. A sorozat iskolás gyerekekről szól, akik megbirkóznak a bonyodalmakkal, s megpróbálnak felnőttesnek látszani. A szereplők különböző karakterek, egy-egy főbb tulajdonsággal felruházva. Bár nagyon akarnak felnőttek lenni, döntéseik, tulajdonságaik mögött még ott van a gyerekesség.

## Szereplők

### Diákok
Lányok: Nancy, Penny, Polly, Gabrielle, Jordan, Mary-Ellen, Tilly, Jenny, Melanie (új)
Fiúk: Jesse, Winnie, Freddie, Arthur, Charlie, Joey, Don, Pigy, Senjay (viszonylag új)
- Nancy Francis – Nancy született vezéregyéniség, imádja ha a többiek felnéznek rá. Azt szereti a legjobban, ha barátnői összevesznek érte. Óvodás kora óta legjobb barátja Jesse. Barátnői és egyben osztálytársai: Gabrielle, Jordan, Mary-Elen, Tily, Jenny. Viszonyuk nem mindig felhőtlen, mert Nancy néha zsarnokoskodik. Nancy a legnőiesebb lány az osztályban, édesanyjának köszönhetően.
- Jesse McCoy – Jesse az osztály elnyomottja, nagyon rossz tanuló. Szégyenli, hogy az anyja túlságosan is gondoskodik róla, de szűksége van még a szülői támogatásra. Gyakran csal (pl. dolgozatnál) vagy füllent, de mindig lebukik. Jesse példaképe a népszerű, és nőcsábász Vinnie, de soha nem ér a nyomába.
- Penny Grant – Penny a legcsendesebb tanuló az osztályban. Mindenki szereti, mindenki vele akar barátkozni. A tanárok is kedvelik, mert nagyon szorgalmas, jó tanulmányi eredményeiért képes lemondani számára fontos dolgokról is. Szeret segíteni másokon, úgy, hogy nem vár érte viszonzást. Penny a legérettebb, legbölcsebb lány az osztályban.
- Freddie Fay  – Az osztály legjobb tanulója, aki nagyon jóságos, becsületes, de nem túl határozott. (Van egy olyan rész, ahol Jessie "korrepetálja" őt, ami ellentmond a többi résznek, amiben jó tanuló.)
- Vinnie Nasta – Ő az osztály rosszcsontja, és az egyik legrosszabb magatartású tanuló. Ha valakit piszkálnak a többiek (főleg Jesse-t), ő a főkolompos. Cseleinek köszönhetően népszerű, és általában a dolgozatai is jól sikerülnek.
- Polly McShane – Ő az, akit az osztály kiközösít. A kövér kislány nagyon nagyképű ezért a legnépszerűtlenebb tanuló az egész iskolában. Bár okos, a gyerekek sohasem veszik be a barátságukba, főleg azért mert sokat árulkodik a tanároknak. Pollyt is kedvelik a tanárok, de néha már erőszakos. Litvániából származik, Kanalakat gyűjt és imádja a kecskéket. A házi feladatokat túlteljesíti (pl. több példányt készít belőle, vagy túl hosszút), imádja a dolgozatokat, és diáktársait is vizsgáztatja.Polly nemcsak jó tanuló, hanem gyakran iskolai rendezvényeken is feltűnik. Szeret táncolni, s még jobban énekelni.  Olyan dolgokért  sír és esik depresszióba amiért más nem szokott pl: ha rosszul sikerül egy dolgozata. Képtelen elfogadni, hogy Freddie jobb tanuló mint ő.
- Arthur Kenneth Van der Wall – Felnőttes tanuló, akinek mindene a pénz, gazdag családból származik. Mintagyereknek mutatja magát, de közben minden rosszaságot ő eszel ki. Néhányan félnek is tőle. Ms. Graves általában lebuktatja, ha a diákokból pénzt szed ki.
- Melanie Bellanchough – Új tanuló, a sorozat második évadában jelenik meg először.. Melanie szakasztott az anyja: Szótlan, esetlen és meglehetősen ostoba kislány. Állandóan telefonál a barátnőjével és az anyja idegeire megy.

### Iskolai dolgozók
- Miss Gracie Graves – Az osztályfőnök. Nagyon szereti a gyerekeket, de sok kollégájával nem ért egyet. Imádja Pennyt, Freddie-t, valamint "kedveli" Pollyt.
- Mr. Besser – Az iskola igazgatója, aki nem túl jó vezető, a nőkkel mindig pórul jár és könnyű átverni. Gyakran kerül összetűzésbe az iskola diákjaival, főleg Jesse-vel és Vinnie-vel.
- Mrs. Bellancough – Idősödő tanárnő az iskolában. Nehezen számol, helyesírása szörnyű. Ha Miss Graves segíteni próbál neki, hisztériázni kezd. Egy elhagyatott, ódivatú házban lakik.
- Pitts nővér – Ápoló az iskolában. A gyerekek félnek tőle, mert horrorisztikusan beszél az iskolai balesetekről. Gracie Graves pedig a társaságától retteg, mert iszonyúan sok mondanivalója van, amik mindig valami félelmetes vagy halálos dologról szólnak. Nagyon gazdag, hatalmas villában lakik (ami egy kísértetkastélyra emlékeztet), s van 3 vérebe.

### Szülők
- Mrs. McCoy – Jessie anyukája, aki teljesen olyan mint a fia: buta és gyermeteg. Elkényezteti Jesse-t mindig kiáll mellette a gyerekekkel és a tanárokkal szemben. Túlságosan is jószívű, néha már fia agyára megy a túlzott gondoskodás.
- Mrs. McShane – Polly anyukája. Nagyon szereti lányát, ez abból látszik, hogy mindent elkövet, hogy Pollynak jobb legyen. Folyton Pollalának hívja. Ő és családja egy szép kertes házban lakik egy kecskével Snitzi-vel. Férjével tisztelik a litván hagyományokat, időnként járnak litván táncversenyekre is.
- Mr. Nasta – Vinnie apja. Jessie anyjával ellentétben, ő inkább szigorral próbál hatni rossz magatartású gyermekére. Vinnie fél az apjától, így mikor az feltűnik az iskolában, hirtelen "jófiúvá" válik. Az egyik testvére, Cooky majdnem férjhez ment Mr. Besser-hez.
- Mrs. Francis – Nancy anyja, aki teljesen a lánya: divatos és népszerű. Rendkívül kihívóan viselkedik, így nagyon sokan negatívnak tekintik. Sokat ad a külsőségerke, sokat ül a fodrásznál. Még Mr. Bessert is be akarja hálózni. Mrs. Francis a legellenszenvesebb figurák egyike.
- Mrs. Bakshi – Senjay Bakshi anyukája, Mrs. McShane barátnője. Indiából származnak, és nagyon tisztelik a hagyományokat, akárcsak Pollyék. Néha feltűnik az iskolai megbeszéléseken.

## A hangok
- Nancy Francis (Mindy Cohn) – Simonyi Piroska
- Jesse McCoy (Shawn Pyfrom) – Molnár Levente
- Penny Grant (Tara Strong) – Molnár Ilona
- Vinnie Nasta (Andrew Lawrence) – Borbíró András
- Freddie Fay (Bryton McClure) – Czető Roland
- Polly McShane (Colleen O'Shaughnessey) – Bogdányi Titanilla
- Arthur Kenneth Van der Wall (Chris Marquette) – Simonyi Balázs
- Miss Gracie Graves – (April Winchell) – Antal Olga
- Mr. Besser (Rodger Bumpass) – Fazekas István

## Epizódok

### 1.évad
| #   | Eredeti cím                                                   | Magyar cím                            | Eredeti premier      |
| --- | ------------------------------------------------------------- | ------------------------------------- | -------------------- |
| 1.  | Son of Einstein                                               | Einstein fia                          | 2000. augusztus 29.  |
| 2.  | Welcome to Safety Corner                                      | Közlekedési rendőrök                  | 2000. szeptember 2.  |
| 3.  | The Used Gum Chewer                                           | A rágott rágógumik bolygója           | 2000. szeptember 3.  |
| 4.  | The One Man Committee                                         | Egyszemélyes bizottság                | 2000. szeptember 5.  |
| 5.  | The Half Wit                                                  | Fél ész                               | 2000. szeptember 9.  |
| 6.  | Shy Kidney                                                    | Gyáva kukac                           | 2000. szeptember 10. |
| 7.  | Is Your Refrigerator Running                                  | Fridzsider futam                      | 2000. szeptember 12. |
| 8.  | The Arthur Kenneth Vanderwall Library                         | Az Arthur Kenneth Vanderwall könyvtár | 2000. szeptember 16. |
| 9.  | Free Lunch                                                    | Potya ebéd                            | 2000. szeptember 17. |
| 10. | The Moocher                                                   | A kunyizó                             | 2000. szeptember 19. |
| 11. | The Girl in the Plastic Bubble                                | Lány műanyag buborékban               | 2000. szeptember 23. |
| 12. | Over the River and Through the Swamp                          | A folyón túl, át a mocsáron           | 2000. szeptember 24. |
| 13. | Pretty As a Picture                                           | Nappali lidércnyomás                  | 2000. szeptember 26. |
| 14. | The Anti-Mucous Forming, Artery Clogging, Energy Zapping Diet | Nyálkátlanítás, érzárás, szuperdiéta  | 2000. szeptember 30. |
| 15. | All Polly All The Day                                         | Csupa Polly mindörökké                | 2000. október 1.     |
| 16. | Spoons, Spiders and Space Beasts                              | Kanalak, pókok, űrbestiák             | 2000. október 3.     |
| 17. | Mercury in Retrograde                                         | Merkúr hatás                          | 2000. október 7.     |
| 18. | Bad Seed                                                      | Rossz mag                             | 2000. október 8.     |
| 19. | There Must Be A Pony                                          | Kell lennie egy póninak               | 2000. október 10.    |
| 20. | Mrs. McCoy's Baby Boy                                         | Mrs. McCoy fiacskája                  | 2000. október 14.    |
| 21. | Eenie Meenie                                                  | Egyedem begyedem                      | 2000. október 15.    |
| 22. | Bing, Bing, Bing and a Shot                                   | Bim bam bim és kész                   | 2000. október 17.    |

### 2. évad
| #   | Eredeti cím                                                  | Magyar cím                          | Eredeti premier      |
| --- | ------------------------------------------------------------ | ----------------------------------- | -------------------- |
| 23. | The Hand That Rocks the Cradle                               | A bölcsőt ringató kéz               | 2000. október 21.    |
| 24. | The Low Sodium, Adult Swim Only, Early Bird Special Vacation | Iskolás korom legrosszabb nyara     | 2000. október 22.    |
| 25. | Jesse Magoo                                                  | Jesse Magoo                         | 2001. január 17.     |
| 26. | Your Body is Changing                                        | Kezdődik a kamaszkor                | 2000. október 28.    |
| 27. | I Got a Boyfriend                                            | Együtt járunk                       | 2001. január 4.      |
| 28. | The Peep and the Sheep                                       | A barika és gazdája                 | 2001. január 9.      |
| 29. | The School Fair                                              | Iskolai vásár                       | 2001. január 11.     |
| 30. | A Visit to Nana and Pop-Pop's                                | Látogatás nagyinál és papinál       | 2001. január 18.     |
| 31. | Chi Whiz                                                     | Feng shui                           | 2001. január 25.     |
| 32. | Simon of London                                              | Hajmeresztő                         | 2001. február 1.     |
| 33. | The Dumb Bunny                                               | Buta nyuszi                         | 2001. február 8.     |
| 34. | A Very Nancy Christmas                                       | Nagyon Nancy karácsony              | 2001. december 22.   |
| 35. | Mr. Beeser the Liver Butcher                                 | Mr. Bízer, a hidegvérű hasfelmetsző | 2001. február 15.    |
| 36. | The Election Show                                            | ?                                   | 2001. február 22.    |
| 37. | The Clique                                                   | A klikk                             | 2001. március 1.     |
| 38. | The Gazotski                                                 | A Gazotski                          | 2001. március 8.     |
| 39. | The Sidewalk Boys                                            | A rock koncert                      | 2001. március 15.    |
| 40. | Uncle Bonehead                                               | Fafej bácsi                         | 2001. március 22.    |
| 41. | Squirrel Girls and Boys                                      | ?                                   | 2001. szeptember 6.  |
| 42. | Don't Know, Don't Care, Smells                               | Nem tudom, nem érdekel, mosoly      | 2001. szeptember 13. |
| 43. | Don't Put Your Fingers in the Light Socket                   | ?                                   | 2001. szeptember 20. |
| 44. | Squeezed Out                                                 | ?                                   | 2001. szeptember 27. |
| 45. | By Invitation Only                                           | Szigorúan meghívottaknak            | 2001. október 4.     |
| 46. | It Takes Your Breath Away                                    | Eláll a lélegzeted                  | 2001. október 11.    |
| 47. | No Refunds, No Exchanges                                     | Csere gyerek                        | 2001. október 18.    |
| 48. | The Slam Book                                                | Véleménykönyv                       | 2001. november 1.    |
| 49. | Schnitzy R.I.P.                                              | Nyugodj békében Schnitzy            | 2001. november 8.    |
| 50. | For Whom the Bell Tolls                                      | Akinek a harang szól                | 2001. november 15.   |
| 51. | Believe It or Not                                            | Ha hiszed, ha nem                   | 2001. november 22.   |
| 52. | HIQ                                                          | Intelligencia                       | 2001. november 29.   |